# Playas (Nuevo México)
Playas es un lugar designado por el censo ubicado en el condado de Hidalgo en el estado estadounidense de Nuevo México. En el Censo de 2010 tenía una población de 74 habitantes y una densidad poblacional de 15,46 personas por km².

## Geografía
Playas se encuentra ubicado en las coordenadas 31°54′45″N 108°32′11″O / 31.91250, -108.53639. Según la Oficina del Censo de los Estados Unidos, Playas tiene una superficie total de 4.79 km², de la cual 4.79 km² corresponden a tierra firme y (0%) 0 km² es agua.

## Demografía
Según el censo de 2010, había 74 personas residiendo en Playas. La densidad de población era de 15,46 hab./km². De los 74 habitantes, Playas estaba compuesto por el 91.89% blancos, el 0% eran afroamericanos, el 0% eran amerindios, el 0% eran asiáticos, el 1.35% eran isleños del Pacífico, el 5.41% eran de otras razas y el 1.35% pertenecían a dos o más razas. Del total de la población el 20.27% eran hispanos o latinos de cualquier raza.